# Qoros
Qoros Auto Co., Ltd. je kitajsko podjetje za proizvodnjo avtomobilov s sedežem v Šanghaju na Kitajskem. Njegova glavna dejavnost je oblikovanje, razvoj, proizvodnja in prodaja osebnih avtomobilov, ki se prodajajo pod znamko Qoros.
Ustanovljeno je bilo kot skupno podjetje med družbama Chery in Israel Corporation decembra 2007 pod imenom Chery Quantum Automotive Corporation (CQAC). Novembra 2011 je bilo ime spremenjeno v Qoros Auto Co., Ltd.  Decembra 2017 je skupina Baoneng pridobila 51-odstotni delež v Qorosu za 6,6 milijarde RMB. 
Prvi serijski model, Qoros 3, se je prvič javno pojavil na avtomobilskem salonu v Ženevi marca 2013, na Kitajskem pa je bil naprodaj novembra 2013.